# السرب 144 (إسرائيل)

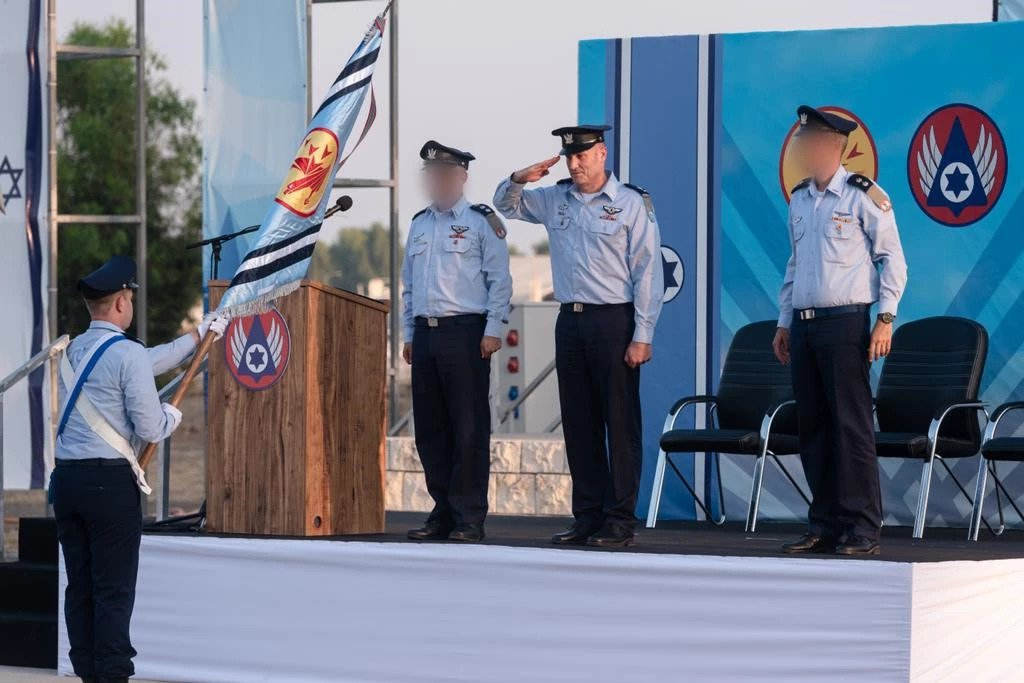
إعادة افتتاح السرب 144 في حتسور في أغسطس 2022

السرب 144 هو سرب تابع للقوات الجوية الإسرائيلية، عرف سابقاً بلقب «سرب حراس عربة» وحالياً باسم «سرب العنقاء»، وهو يشغل مُسيرات من طراز سبارك نيتسوت من قاعدة حتسور الجوية.

## تاريخه
تأسس السرب في 1972 في قاعدة عتصيون الجوية التابعة للقوات الجوية الإسرائيلية، شمال شرق سيناء، على مقربة من خليج العقبة. كانت أولى الطائرات التي استلمها سرب حراس عربة طائرات نيشر، وهي أول طائرة مقاتلة أنتجتها شركة صناعات الفضاء الإسرائيلية وفقاً لمخططات طائرة داسو ميراج 5 الفرنسية. هبطت الطائرات الست الأولى في عتصيون في 6 سبتمبر 1972.
توقف وصول 50 طائرة ميراج 5 بسبب الحظر الذي فرضته الحكومة الفرنسية على تجارة الأسلحة مع إسرائيل في 1967. أدى ذلك إلى تسريع تطوير القوات الجوية الإسرائيلية لطائرة نيشر لتلبية الاحتياجات العملياتية للقوات الجوية الإسرائيلية. أسقط السرب 44 طائرة معادية، دون خسائر بشرية أو خسائر في معداته خلال حرب أكتوبر 1973.
اكتمل بناء قاعدة عوفدا الجوية [الإنجليزية] الجديدة في مطلع 1982، على بُعد بضعة كيلومترات من عتصيون، في الأراضي الإسرائيلية، ضمن وادي عوفدا. وقد بنت الولايات المتحدة هذه القاعدة، إلى جانب قاعدتي رامون ونفاطيم الجويتين، تعويضاً عن إخلاء سيناء لصالح مناطق التدريب الشاسعة هناك، ومغادرة أربع قواعد جوية: إيتام، ورفيديم، وعوفيرا، وعتصيون.
انتقل السرب 144 إلى مقره الجديد في عوفدا، مُجهزًا بطائرات كفير سي-2 النفاثة، وهي تطوير إضافي لطائرة نيشر النفاثة. في منتصف الثمانينيات، وصلت طائرة كفير سي-7 المُحسّنة إلى سرب حراس عربة. لكن عقب تخفيضات كبيرة في الميزانية العسكرية في 1988، تقرر إغلاق قاعدة عوفدا الجوية كجناح عملياتي، ونُقلت كلية مهن الطيران إلى القاعدة.
انتقل السرب 144 مع السرب 149 إلى قاعدة حتسور الجوية في 1988. وهناك حلا محل سربين من طائرات كفير جرى حلهما مؤخراً، وهما السرب 113 والسرب 254.
اختير السرب 144، وهو آخر سرب يُشغّل طائرات كفير، ليكون آخر سرب من طائرات إف-16 إيه/بي نيتز، وذلك مع بدء وصول الطائرات في 1994، كهدية من الولايات المتحدة لدعم جهود السلام والأمن الإسرائيلي، وللتخلي عن أراضٍ مقابل السلام. وانحل السرب في نهاية 2005.

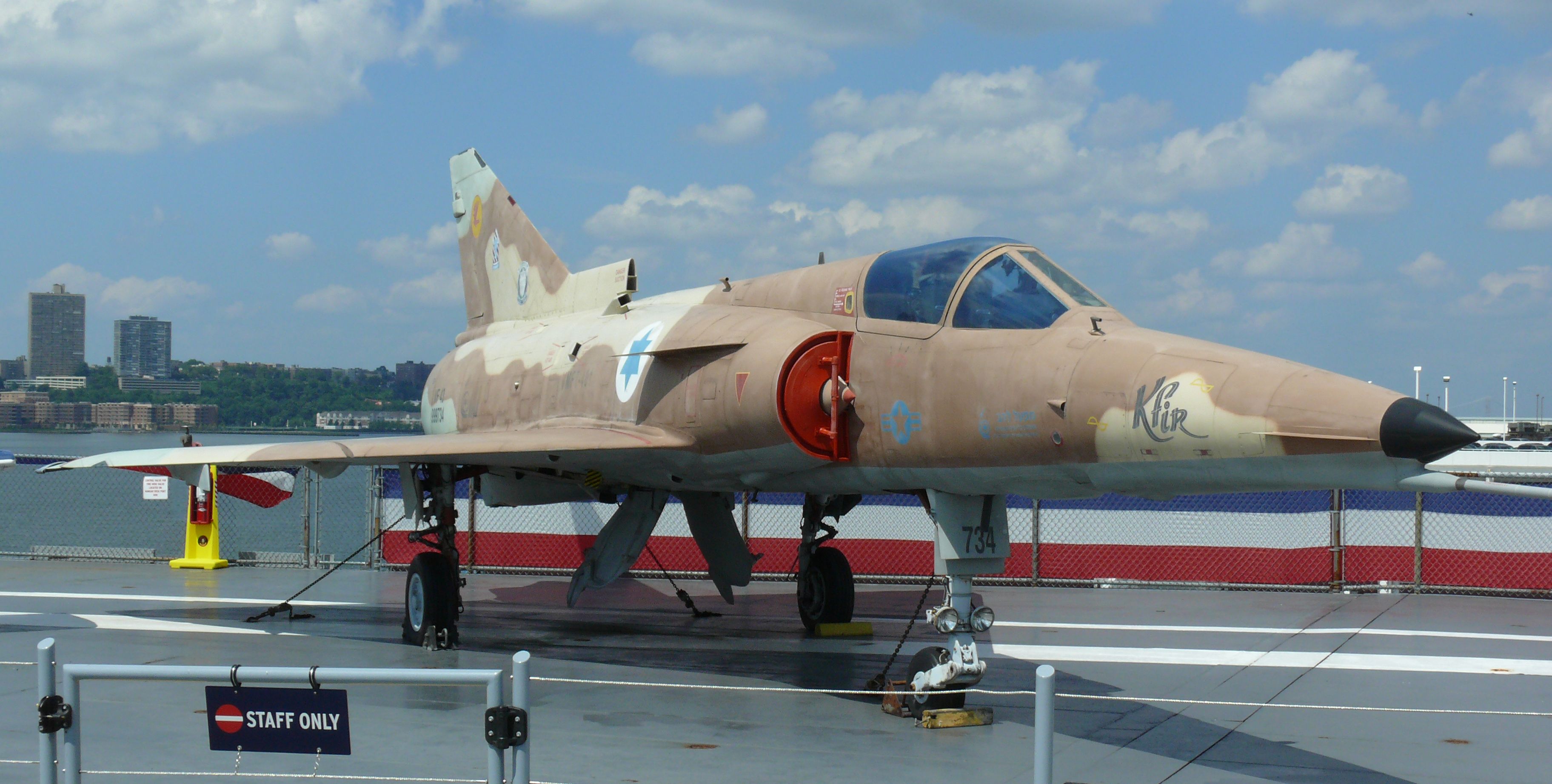
طائرة كفير تابعة للسرب 144 «العنقاء» في متحف إنتربيد، نيويورك، 2009
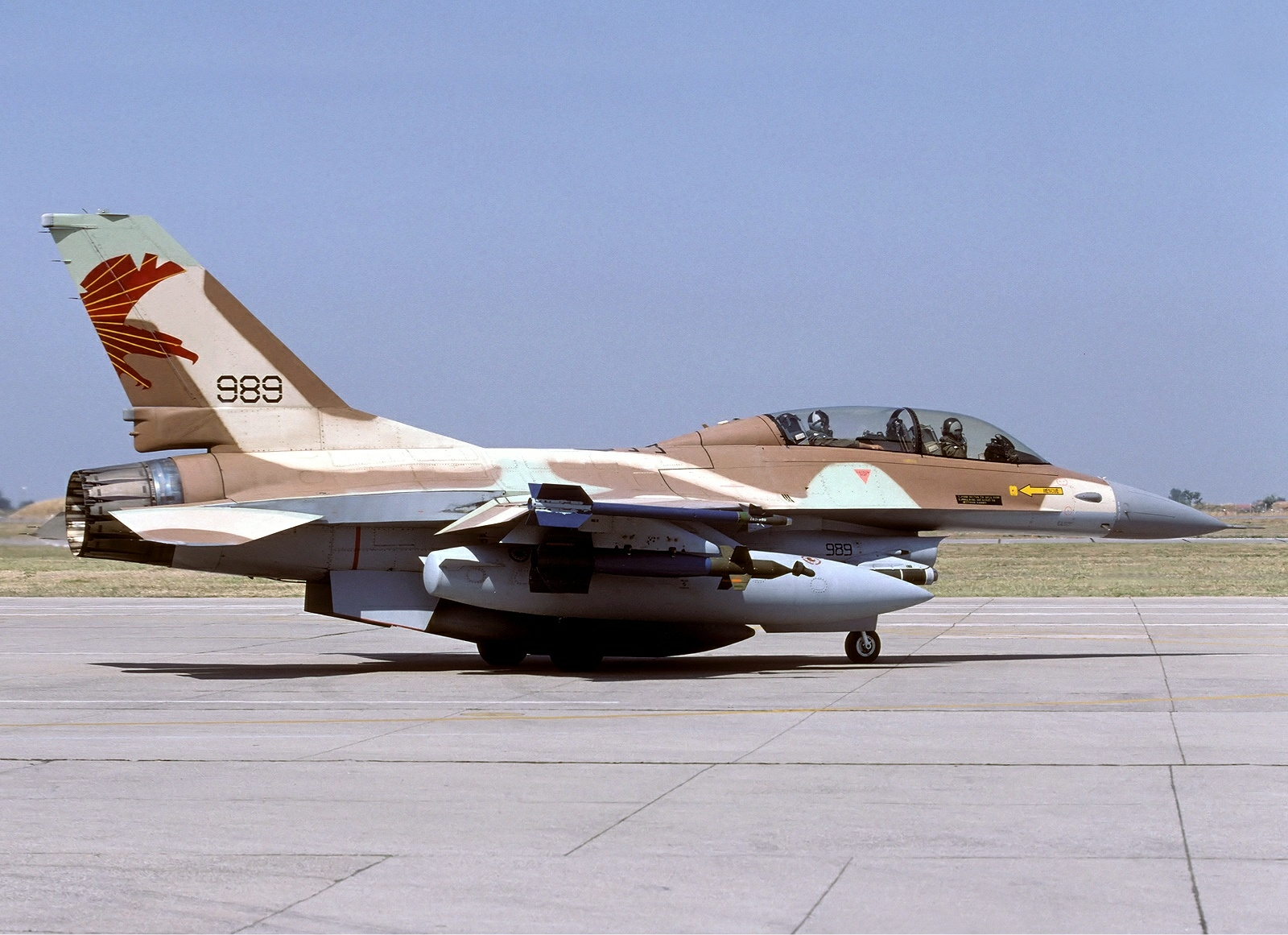
طائرة إف-16 إيه/بي نيتز من السرب 144 «العنقاء» في قاعدة إزمير الجوية في تركيا، 2001

## سرب مُسيرات
أُعيد افتتاح السرب في قاعدة حتسور الجوية كسرب طائرات مُسيرة في أغسطس 2022.
يُعد هذا السرب أول سرب يُشغّل طائرة سبارك نيتسوت (أوربيتر 4) - كطائرة مسيرة جديدة في سلاح الجو الإسرائيلي، وجزء من منظومة «غيوم العاصفة» التي يسعى الجيش الإسرائيلي لبنائها، والتي تشترك فيها القوات الجوية والبرية.

## روابط خارجية
- They left a mark and disappeared: the disbanded IDF units, mako.co.il (in Hebrew)
- Gardians of the Arava, iaflibrary.org.il (in Hebrew)
- 144 Squadron, merchav-aviri.org (in Hebrew)
- 144 Squadron, sky-high.co.il (in Hebrew)